# Американське шпигунство в Радянському Союзі та Російській Федерації
Сполучені Штати протягом довгого часу шпигували за Радянським Союзом та його державою-наступницею, Російською Федерацією .

## Радянський Союз

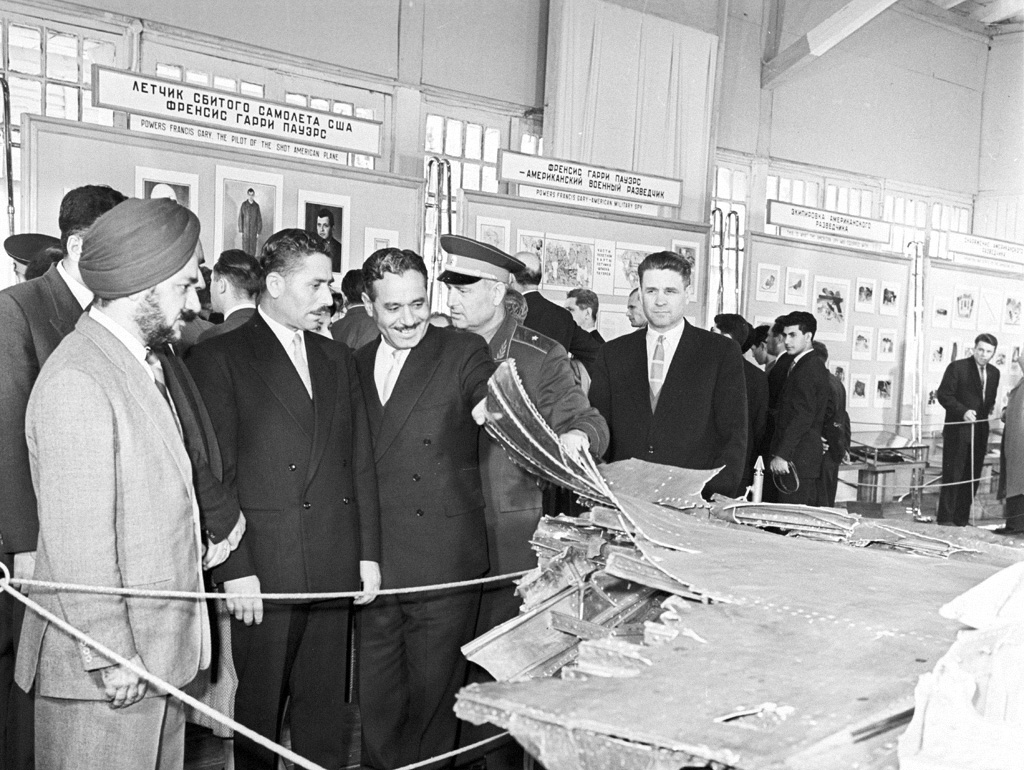
Військові аташе іноземних посольств відвідують виставку останків американських розвідувальних літаків U-2, знищених 1 травня 1960 року під Свердловськом (нині Єкатеринбург).

Протягом холодної війни акти шпигунства стали дуже поширеними, оскільки напруга між Сполученими Штатами та Радянським Союзом посилилася. Інформація в данній ситуації відігравала вирішальне значення в холодній війні і була необхідною для перемоги ефірної сторони. Сполучені Штати, і Радянський Союз розуміли цей факт і робили все, аби опередити одна одну. Насамперед вкладали великі кошти в шпигунські місії та технології.

## Статус
Станом на 2016 рік, за словами урядовців США, виділялось Розвідувальним співтовариством США до 10 відсотків своїх бюджетів лише на шпигунство, пов'язане виключно з Росією. У жовтні 2021 року New York Times, повідомила, що ЦРУ визнало, що за останні роки вони втратили «тривожну кількість інформаторів», завербованих з іноземних країн, включаючи Росію, для шпигунства на користь Америки.

## Інциденти
- У 2000 році колишній офіцер морської розвідки США був визнаний російським судом винним у шпигунстві і засуджений до 20 років ув'язнення, однак пізніше він був помилуваним президент Росії Володимиром Путіном . Під час затримання чоловік прагнув придбати технічні деталі про російську реактивну торпеду; Пізніше він запевняв, що шукав тільки несекретну інформацію щодо торпеди лише для свого технічного консалтингу.[4]
- У 2013 році Райан Фогл, третій секретар посольства США в Москві, був депортований з Росії після того, як російські контррозвідники зловили його, коли він носив дві перуки, три пари сонцезахисних окулярів, московський вуличний атлас, 130 000 доларів США готівкою і «лист, що пропонує до 1 мільйон доларів на рік для довгострокової співпраці».[5][6][7]
- У 2017 році російська влада заарештувала спеціаліста з кібербезпеки, працював у Федеральній службі безпеки, який на їх думку передавав секретну інформацію американській розвідці.[8]